# Luigi Garlando
Luigi Garlando (Milà, 5 de maig de 1962) és un periodista i escriptor italià ha escrit una col·lecció anomenada Gol! que ja té 32 títols (a Itàlia 38), Super Gol! amb 5 (a Itàlia 7 o 8) i Reporters amb 3 volums (a Itàlia 9). Són molt divertits i a partir de 8 anys (edat recomanada).

## Biografia
Llicenciat en literatura moderna a la Universitat de Milà, va ser professor de llengua italiana i va fer les primeres passes amb els còmics. Després va entrar al diari esportiu La Gazzetta dello Sport, on encara hi escriu. Va cobrir la informació esportiva de dos campionats del món de futbol (Corea i Japó 2002 i Alemanya 2006), dos Jocs Olímpics i un Tour de França. Escriu llibres per a nois sobre temes d'actualitat i esportius. És un apassionat col·leccionista d'edicions en totes les llengües de la Divina Comèdia de Dante.
"Entre moltes coses que feien empipar la meva mare quan era petit, n'hi havia dues en especial: el llum i els coixins bruts de tinta.
N'hi havia prou que em deixessin sol a casa amb el meu germà Ferruccio, perquè el menjador es convertís en un magnífic camp de futbol. El problema era que, al menjador, hi havia un odiós llum de vidre, bonic però delicat, una mena de cap amb un munt d'orelles de vidre que, amb el més petit copet de pilota, perdia les peces.
Quan em vaig fer una mica més gran vaig descobrir la diversió de l'escriptura. I com que ja no tenia l'edat de demanar que em contessin històries, a la nit, abans d'adormir-me, me les explicava tot sol o, més ben dit, me n'inventava i les escrivia en un quadern amb fulls quadriculats. El problema, en aquest cas, era que sovint em venia la son i no tenia temps de deixar el quadern a la tauleta i tapar el bolígraf, que llavors rodolava pel llit durant tota la nit i tacava el coixí i els llençols.
En resum, el futbol i l'escriptura sempre m'han agradat i el fet és que actualment sóc un periodista esportiu. Escric a la Gazzetta dello Sport, un diari d'esports italià que es publica a Milà, la ciutat on he nascut i crescut.
Abans de convertir-me en un periodista, però, vaig fer durant uns anys de professor d'italià. Llavors posava notes als estudiants, ara en poso a futbolistes. La diferència és que, quan un alumne treia un 4 en una redacció no em trucava per protestar, mentre que, ara, si poso un 4 a un davanter centre, sovint em sona el mòbil..." 
Això és el que va dir Luigi Garlango al seu llibre gol (5).

## Premis
Ha estat guardonat pel Comitè Olímpic Nacional Italià per la seva informació esportiva. El 2005 va guanyar el Premio Cento per Mio papà scrive la guerra, i el 2008 el Premio Bancarella Sport per la novel·la sobre l'Inter Ora sei una stella ("Ara ets una estrella").

## Obres
- Ronaldo. Il re ingrato, 2002
- Il Giallo di Nedved, 2003
- Per questo mi chiamo Giovanni, 2004
- Nostra signora del dischetto, 2005
- Cielo manca, 2005
- Ora sei una stella. Il romanzo dell'Inter, 2007
- Gol! (sèrie de 29 llibres per a nois; dels dos primers també n'hi ha audiollibre), 2007 a 2015
- Camilla che odiava la politica, 2008
- L'amore al tempo di Pablito, 2009
- Da grande farò il calciatore, 2003
- "La mia vita è una bomba"
- "Un leone su due ruote", 2012